# Danny Mixon
Daniel Asbury „Danny“ Mixon (* 19. August 1949 in Harlem, New York City) ist ein US-amerikanischer Jazzpianist und -organist.

## Leben und Wirken
Mixon bereitete sich zunächst auf eine Karriere als Tap Dancer vor. Er nahm daher Unterricht bei Ruth Williams, bevor er die High School of Performing Arts besuchte, wo er sich auf Tanz konzentrierte, bevor er nach dem Eindruck eines Besuchs im Apollo Theater, wo er Jazzmusiker erlebte, zum Piano wechselte. 1966 begleitete er mit der Band von Trompeter Sam Brown Patti Labelle, um dann zwischen 1967 und 1970 bei Joe Lee Wilson zu spielen. 1971 und 1972 trat er regelmäßig mit Betty Carter auf. Daneben war er Mitglied  der Bigband von Frank Foster, der er bis heute angehört. Dann leitete er ein eigenes Trio, nahm mit dem Piano Choir auf; weiterhin war er mit Kenny Dorham, Cecil Payne, den Jazz Messengers, bei Grant Green, Pharoah Sanders (1975), Joe Williams, Eddie Jefferson und Dee Dee Bridgewater zu hören. 1976 wurde Mixon als Nachfolger von Don Pullen Mitglied des Quintetts von Charles Mingus, mit dem er international tourte. Nach dem Tod von Mingus spielte er mit Dannie Richmond, mit dem er auch in Europa war, tourte mit Yusef Lateef, um dann einige Jahre bei Lionel Hampton zu wirken. Dann spielte er mit Hank Crawford. Er ist der musikalische Leiter der Lenox Lounge in Harlem und tritt mit seinem Trio regelmäßig in New York auf.
2004 wurde Mixon  vom Jazz Museum in Harlem geehrt.

## Diskographische Hinweise
Alben unter eigenen Namen
- Building Bridges (2004)
- On My Way (2007)

als Sideman
- Betty Carter: Vols. 1 & 2 (Verve, 1971)
- Charles Mingus: Cumbia & Jazz Fusion (Atlantic Records 1977, nur auf dem zweiten Stück, Music for Todo Modo)
- Dannie Richmond: Ode to Mingus (Soul Note 1979)